# KDP Amazon
Kindle Direct Publishing è la piattaforma di self-publishing per la gestione dei libri, sia in formato ebook sia in cartaceo, di proprietà di Amazon.com. 

## Struttura
La piattaforma è suddivisa in quattro parti:
- Libreria: sono presenti tutti i libri che pubblicati e da qui si possono modificarne alcuni aspetti e ordinare le copie autore;
- Report: è la sezione dove vengono visualizzati i dati relativi alle tue royalties sotto forma di grafici scaricabili;
- Community: il forum della community di KDP, dove si possono porre domande relative all'argomento;
- Marketing: l'insieme delle risorse per fare marketing, tra cui ADS, KDP Select, contenuto A+ e promozioni sui prezzi.

## Processo
Dopo aver creato un account sulla piattaforma, l'utente può caricare la propria opera in uno dei formati supportati (DOC, DOCX, HTML, MOBI, RTF, TXT, PDF, KPF). Inizia così il processo di pubblicazione, suddiviso in tre parti:
- L'inserimento dei metadati che descrivono il libro: lingua, titolo, collana, edizione, autore, collaboratori, descrizione, diritti di pubblicazione, parole chiave, categorie;
- Le specifiche dei contenuti: ISBN, data di pubblicazione, opzioni di stampa, inserimento del testo, inserimento della copertina (o creazione tramite l'editor interno), l'anteprima e il riepilogo;
- La sezione relativa ai territori in cui detieni i diritti, il mercato dove Amazon venderà il libro, il prezzo a cui lo venderà, le royalties riconosciute all'autore.

Dopo aver inserito le informazioni l'utente termina il processo inviandole ad Amazon che si occuperà di revisionare il libro, stamparlo, rilegarlo, distribuirlo e venderlo attraverso la piattaforma web.
Amazon si riserva un tempo massimo di 72 ore perché il libro possa essere acquistato online, se supera il processo di revisione che combina l'uso dell'algoritmo con un controllo da parte di personale umano. 
Se si dispone già di un titolo in formato cartaceo in vendita su Amazon e contenuto, titolo e collaboratori sono identici, il software di Amazon collegherà automaticamente l'edizione digitale a quella cartacea. 